# 1 ديسمبر
- السبت
- الأحد
- الاثنين
- الثلاثاء
- الأربعاء
- الخميس
- الجمعة

- 298 جمادى الآخرة 1447  هـ
- 309 جمادى الآخرة 1447  هـ
- 110 جمادى الآخرة 1447  هـ
- 211 جمادى الآخرة 1447  هـ
- 312 جمادى الآخرة 1447  هـ
- 413 جمادى الآخرة 1447  هـ
- 514 جمادى الآخرة 1447  هـ
- 615 جمادى الآخرة 1447  هـ
- 716 جمادى الآخرة 1447  هـ
- 817 جمادى الآخرة 1447  هـ
- 918 جمادى الآخرة 1447  هـ
- 1019 جمادى الآخرة 1447  هـ
- 1120 جمادى الآخرة 1447  هـ
- 1221 جمادى الآخرة 1447  هـ
- 1322 جمادى الآخرة 1447  هـ
- 1423 جمادى الآخرة 1447  هـ
- 1524 جمادى الآخرة 1447  هـ
- 1625 جمادى الآخرة 1447  هـ
- 1726 جمادى الآخرة 1447  هـ
- 1827 جمادى الآخرة 1447  هـ
- 1928 جمادى الآخرة 1447  هـ
- 2029 جمادى الآخرة 1447  هـ
- 211 رجب 1447  هـ
- 222 رجب 1447  هـ
- 233 رجب 1447  هـ
- 244 رجب 1447  هـ
- 255 رجب 1447  هـ
- 266 رجب 1447  هـ
- 277 رجب 1447  هـ
- 288 رجب 1447  هـ
- 299 رجب 1447  هـ
- 3010 رجب 1447  هـ
- 3111 رجب 1447  هـ
- 112 رجب 1447  هـ
- 213 رجب 1447  هـ

1 ديسمبر أو 1 كانون الأوَّل أو يوم 1 \ 12 (اليوم الأوَّل من الشهر الثاني عشر) هو اليوم الخامس والثلاثين بعد الثلاثمائة (335) من السنة، أو السادس والثلاثين بعد الثلاثمائة (336) في السنوات الكبيسة، وفقًا للتقويم الميلادي الغربي (الغريغوري). يبقى بعده 30 يومًا على انتهاء السنة.

## أحداث
- 1294 - العادل زين الدين كتبغا المنصوري يتولى الحكم ليصبح عاشر سلطان للدولة المملوكية.
- 1420 - هنري الخامس ملك إنجلترا يدخل باريس.
- 1534 - السلطان سليمان القانوني يضم مدينة بغداد إلى الدولة العثمانية بعد أن كانت تحت سيطرة الدولة الصفوية.
- 1577 - منح فرنسيس والسينغهام رتبة فارس (سير).
- 1640 - جواو الرابع ملك البرتغال يتمكن من تخليص بلاده من سيطرة إسبانيا وذلك بعد ستين عامًا من هذه السيطرة.
- 1882 - تعيين شمس الدين الأنبابي شيخًا للجامع الأزهر.
- 1889 - صدور العدد الأول من جريدة المؤيد والتي أسسها مصطفى كامل ورأس تحريرها علي يوسف.
- 1934 - الحركة الوطنية المغربية تقدم وثيقة مطالب الشعب المغربي إلى سلطات الحماية الفرنسية.
- 1942 - إمبراطور اليابان هيروهيتو يوقع على قرار إعلان الحرب على الولايات المتحدة، وانضمام اليابان إلى دول المحور في الحرب العالمية الثانية.
- 1943 - انتهاء أعمال مؤتمر طهران بين الرئيس الأمريكي فرانكلين روزفلت والرئيس السوفيتي جوزيف ستالين ورئيس وزراء المملكة المتحدة ونستون تشرشل.
- 1948 - ملوك ورؤساء الدول العربية يتفقون في مؤتمر أريحا على تنصيب الملك عبد الله بن الشريف الحسين بن علي ملك المملكة الأردنية الهاشمية ملكًا على الضفة الغربية والقدس.
- 1976 ـ أنغولا تنضم إلى منظمة الأمم المتحدة.
- 1981 - الإعلان رسميًا عن اكتشاف فيروس الإيدز.
- 1988 -
  - الجمعية العامة للأمم المتحدة تقرر الانتقال إلى جنيف للاستماع لخطاب رئيس منظمة التحرير الفلسطينية ياسر عرفات بعد أن رفضت الولايات المتحدة إعطاءه تأشيرة دخول.
  - انتخاب بينظير بوتو ابنه الرئيس الراحل ذو الفقار علي بوتو رئيسة لوزراء باكستان.
- 2001 - عملية القدس الغربية المزدوجة
- 2006 -
  - المعارضة اللبنانية تنظم مظاهرة في بيروت للمطالبة بتشكيل حكومة وحدة وطنية.
  - افتتاح دورة الألعاب الآسيوية والتي تستضيفها قطر.
- 2008 - الرئيس الأمريكي المنتخب باراك أوباما يعلن اختياره لمنافسته بالانتخابات التمهيدية للحزب الديمقراطي للحصول على ترشيح الحزب للانتخابات الرئاسية هيلاري كلينتون لمنصب وزير الخارجية، لتكون بذلك كلينتون ثالث امرأة تتولى هذا المنصب بعد مادلين أولبرايت وكونداليزا رايز.
- 2010 - حزب الوفد الجديد وجماعة الإخوان المسلمون يعلنان انسحابهما من جولة الإعادة بانتخابات مجلس الشعب وذلك بسبب اتهامهما للحكومة بتزوير الانتخابات وأعمال العنف التي صاحبت الجولة الأولى منها.
- 2013 - الصين تطلق عربتها الفضائية الأولى ضمن مهمة تشانج آه-3 التي تهدف لاستكشاف القمر.
- 2015 - جبهة النُصرة تُفرج عن 16 جُنديًّا لُبنانيًّا كانت قد أسرتهم سابقًا إثر مُناوشات في سلسلة جبال لُبنان الشرقيَّة كإحدى تبعات الحرب في سوريا، مُقابل الإفراج عن 13 سجينًا في لُبنان.
- 2018 - أندريس مانويل لوبيس أوبرادور يؤدي اليمين الدستورية ليصبح أول رئيس يساري في تاريخ المكسيك الحديث.
- 2023 - جيش الاحتلال الإسرائيلي يواصل قصف قطاع غزة، بعد انتهاء الهدنة المؤقتة التي استمرت سبعة أيام.

## مواليد
- 1081 - لويس السادس، ملك فرنسا.
- 1083 - آنا كومنينا، أميرة ومؤرخة بيزنطية.
- 1521 - تاكيدا شين-غن، عسكري ياباني.
- 1743 - مارتن كلابروت، عالم كيمياء ألماني.
- 1761 - ماري توسو، فرنسية مؤسسة متحف مدام تيسو للشمع.
- 1766 - نيكولاي ميخائيلوفتش كرامزين، روائي ومؤرخ روسي.
- 1792 - نيكولاي لوباتشيفسكي، عالم رياضيات روسي.
- 1863 - قاسم أمين، كاتب مصري.
- 1896 - غيورغي جوكوف، عسكري سوفيتي.
- 1908 - محمد مرسي أحمد، عالم رياضيات وفيزياء مصري.
- 1912 - مينورو ياماساكي، مصمم معماري ياباني.
- 1925 - مارتن رودبل، عالم كيمياء حيوية وغدد صماء أمريكي حاصل على جائزة نوبل في الطب عام 1994.
- 1935 - وودي آلن، ممثل ومخرج أمريكي.
- 1937 - ممدوح الليثي، كاتب سيناريو ومنتج مصري.
- 1940 - ريتشارد بريور، ممثل أمريكي.
- 1942 - محمد كامل عمرو، وزير ودبلوماسي مصري.
- 1944 -
  - دانيال بناك، كاتب فرنسي.
  - الطاهر بن جلون، كاتب مغربي فرنسي.
- 1949 -
  - سبستيان بنييرا، رئيس تشيلي.
  - بابلو إسكوبار، تاجر مخدرات كولومبي.
- 1951 - تريت ويليامز، ممثل أمريكي.
- 1954 - أمينة القفاص، ممثلة بحرينية.
- 1958 - خافيير أغيري، لاعب ومدرب كرة قدم مكسيكي.
- 1961 - جيرمي نورثام، ممثل إنجليزي.
- 1964 - سالفاتوري سكيلاتشي، لاعب كرة قدم إيطالي.
- 1967 - تولاي هارون، ممثلة سورية.
- 1971 -
  - إيميلي مورتيمير، ممثلة إنجليزية.
  - خالد أمين، ممثل كويتي.
- 1973 - رانيا يوسف، ممثلة مصرية.
- 1974 - كوستينها، لاعب كرة قدم برتغالي.
- 1976 - عمرو مرزوق كاتب وروائي مصري.
- 1977 - براد ديلسون، عازف جيتار أمريكي في فرقة لينكين بارك.
- 1983 -
  - إيمان رجائي، ممثلة مصرية.
  - فهد الفهد، لاعب كرة قدم كويتي.
- 1985 - إميليانو فيفيانو، حارس مرمى كرة قدم إيطالي.
- 1988 - رامز أمير، ممثل مصري.

## وفيات
- 1135 - هنري الأول، ملك إنجلترا.
- 1241 - إيزابيلا، ملكة صقلية وزوجة الإمبراطور فريدريك الثاني.
- 1455 - لورنزو جبرتي، نحات وصانع معادن إيطالي.
- 1521 - ليون العاشر، بابا الكنيسة الرومانية الكاثوليكية.
- 1530 - الأرشيدوقة مارغريت، دوقة سافوي.
- 1729 - جياكومو فيليبو مارالدي، عالم إيطالي فرنسي في علم الفلك.
- 1825 - ألكسندر الأول، إمبراطور روسيا الرابع عشر.
- 1865 - أبراهام إيمانويل فروليش، كاتب سويسري.
- 1916 - شارل دو فوكو، رجل دين كاثوليكي فرنسي.
- 1924 - الحسن بن يحيى القاسمي، عالم مسلم وفقيه زيدي يمني.
- 1934 - إبراهيم بن محمد هادي الزنجاني، فقيه شيعي، سياسي وشاعر إيراني.
- 1947 -
  - آليستر كراولي، منجم وساحر إنجليزي.
  - غودفري هارولد هاردي، عالم رياضيات إنجليزي.
- 1962 - فاخر فاخر، ممثل مصري.
- 1973 - دافيد بن غوريون، رئيس وزراء إسرائيل.
- 1983 - حليم تقي الدين، أكاديمي ومحام وقاضي درزي لبناني.
- 1987 - جيمس بالدوين، روائي أمريكي.
- 1991 - جورج ستيجلر، اقتصادي أمريكي حاصل على جائزة نوبل في العلوم الاقتصادية عام 1982.
- 1993 - يوسف حنا، ممثل فلسطيني.
- 1994 - سامية جمال، راقصة شرقية وممثلة مصرية.
- 1998 - عائشة عبد الرحمن، كاتبة ومفكرة مصرية اشتهرت باسم «بنت الشاطئ».
- 2006 - صفي الرحمن المباركفوري صاحب كتاب الرحيق المختوم.
- 2007 - راسم الجميلي، مخرج وممثل عراقي.
- 2010 -
  - برلنتي عبد الحميد، ممثلة مصرية.
  - والتر برسي غاردنر، عسكري بريطاني ووالد الأميرة منى الحسين.
- 2011 - كريستا فولف، كاتبة ألمانية.
- 2012 -
  - أحمد الطيب العلج، ممثل مغربي.
  - فيل تايلور، لاعب ومدرب كرة قدم إنجليزي.
  - سعد الدريبي، كاتب وشاعر سعودي.
- 2015 - إدوار خراط، كاتب روائي مصري.
- 2020 - حمد الريح، فنان سوداني.
- 2023 - ممدوح بن عبد العزيز آل سعود، أمير سعودي.

## أعياد ومناسبات
- يوم الإيدز العالمي.
- اليوم الوطني في رومانيا.
- يوم المرأة البحرينية في البحرين.
- يوم الشهيد في العراق.

## وصلات خارجية
- وكالة الأنباء القطريَّة: حدث في مثل هذا اليوم.
- النيويورك تايمز: حدث في مثل هذا اليوم.
- BBC: حدث في مثل هذا اليوم.